# Distrikt Cajaruro
Der Distrikt Cajaruro liegt in der Provinz Utcubamba in der Region Amazonas in Nord-Peru. Der Distrikt wurde am 17. September 1964 gegründet. Er besitzt eine Fläche von 1763,23 km². Beim Zensus 2017 wurden 23.089 Einwohner gezählt. Im Jahr 1993 lag die Einwohnerzahl bei 26.225, im Jahr 2007 bei 26.735. Verwaltungssitz ist die 490 m hoch gelegene Kleinstadt Cajaruro mit 1829 Einwohnern (Stand 2017). Cajaruro liegt am rechten Flussufer des Río Utcubamba, knapp 3 km nordöstlich der Provinzhauptstadt Bagua Grande.

## Geographische Lage
Der Distrikt Cajaruro liegt im Nordosten der Provinz Utcubamba. Ein Höhenzug der peruanischen Zentralkordillere durchquert den Distrikt. Der Río Utcubamba fließt entlang der südwestlichen Distriktgrenze, der äußerste Nordosten wird von dem Fluss Río Chiriaco in nordwestlicher Richtung durchflossen. Im Nordosten befindet sich das nationale Schutzgebiet Cordillera de Colán.
Der Distrikt Cajaruro grenzt im Südwesten an die Distrikte Jamalca und Bagua Grande, im Nordwesten an die Distrikte Copallín, Aramango und Imaza (alle drei in der Provinz Bagua), im Nordosten an den Distrikt Nieva (Provinz Condorcanqui), im Osten an den Distrikt Yambrasbamba (Provinz Bongará) sowie im Südosten an die Distrikte Florida und Shipasbamba (beide ebenfalls in der Provinz Bongará).